# 佐古賢一
佐古 賢一（さこ けんいち、1970年（昭和45年）7月17日 -  ）は、日本の元男子プロバスケットボール選手、指導者。現役時代の公式的なプロフィール上では神奈川県横浜市戸塚区出身。

## 人物
現役時代のポジションはポイントガード。そのプレイの正確さ・卓越さから「ミスター・バスケットボール」と呼ばれた。
生まれは山口県岩国市。祖母が広島県大竹市出身で、両親が岩国市出身。息子は山梨学院高校で夏の甲子園に出場し、神奈川大学硬式野球部に在籍していた。2021‐2023はレバンガ北海道にHCとして所属。2023‐24はシーホース三河にてシニアプロデューサーとして在籍をしている。デンソーアイリス所属の佐古瑠美は姪。

## 来歴

### 若年期
横浜市立葛野小学校進学、横浜市立深谷小学校卒業。元々野球が好きで小学3年生からリトルリーグに入るが、父親の影響でバスケも同じ頃から始め、小学校の頃は両方共やっていた。
横浜市立汲沢中学校時代、全国中学校バスケットボール大会神奈川県予選で2年連続優勝し、関東大会に出場。高校は強豪・北陸高校に進み、1988年（昭和63年）高校3年時に塩屋清文・高柳信也・東野智弥らとともにインターハイ優勝を経験、"高校No.1選手"と称された。同1988年全日本ジュニアに選ばれ、アジアジュニア選手権4位。
その後中央大学法学部に進学し、1991年（平成3年）大学3年時に全日本に初選出され、神戸アジア選手権3位。

### 現役時代

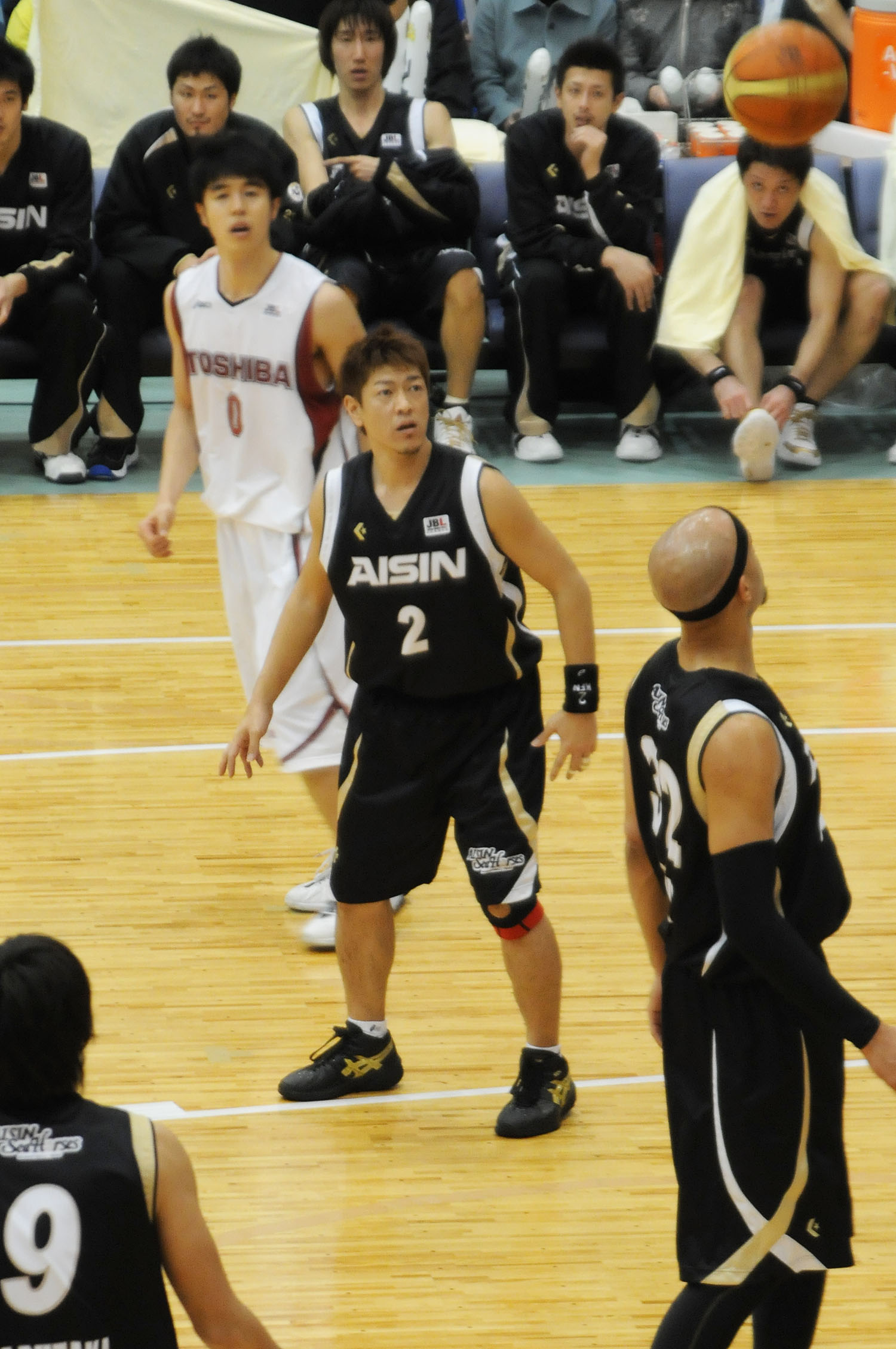
2008年アイシンシーホース時代

1993年（平成5年）、いすゞ自動車に入社し、同社男子バスケットボール部の「ギガキャッツ」（入団当初のチーム愛称は「リンクス」）に加入。1シーズン目でオールジャパン優勝を含め、オールジャパン7回・JBL7回の優勝を経験、数々の個人タイトルを獲得する。
全日本としては、1995年（平成7年）ユニバーシアード準優勝。1998年（平成10年）には31年ぶりの出場となった世界選手権に出場する。
2002年（平成14年）ギガキャッツ廃部に伴い、アイシンシーホースに移籍し、同時にプロプレイヤーへの転向を宣言する。またスポーツマネジメント会社「有限会社ZON」を設立。移籍後もチームタイトル獲得に貢献した。彼の物語が描かれた漫画『ファイブ』が、漫画雑誌にも連載された。
2005年（平成17年）35歳の時に、JBL3連覇がかかったJBLファイナルを前に左足アキレス腱断裂してしまう。現役復帰を目指しリハビリを続け、翌2006-07シーズンの開幕戦から復帰している。
2006年（平成18年）、世界選手権代表候補に選ばれるが辞退。同年のアジア大会で代表復帰。2007年（平成19年）、アジア選手権で主将を務める。
2008年（平成20年）1月、有限会社ZONを株式会社ZONへ改組。マネジメント業務以外に映像企画制作等も手がける。
2011年（平成23年）3月25日、怪我を理由に現役引退を表明した。

### 引退後
引退後、日本バスケットボール協会理事に就任し、男子ナショナル委員長として日本代表の強化に務めた。また同学年の親友である折茂武彦からの要請でレバンガ北海道の運営法人である一般社団法人北海道総合スポーツクラブの理事も兼任する。
2013年11月、それら理事を退任し2014年からNBLに参加する広島ドラゴンフライズ初代HCに就任した。
2016年のBリーグ発足後、B2所属となったチームでも引き続き指揮を執ったが、B1昇格を果たせず、2017年5月に退団発表。
同年6月、バスケットボール男子日本代表アシスタントコーチ就任。
2018年11月よりアンダーカテゴリーの指導にもあたり、2021年U19ワールドカップ日本代表のヘッドコーチも務めた。
2021年4月1日、日本人では植田義巳以来2人目、プレーヤー枠としては初となるFIBA殿堂入り。
7月19日、レバンガ北海道ヘッドコーチ就任を発表。1年目となる2021-2022シーズンは2017-2018シーズン（26勝）以来となるシーズン20勝超えとなる21勝35敗で東地区9位。
2023年2月7日、レバンガ北海道ヘッドコーチ退任を発表。2年目の2022-2023シーズンは2023年2月5日時点で8勝28敗で東地区最下位、全24チーム中21位と目標のチャンピオンシップ出場はおろか降格圏内直前と成績が低迷し、2月7日に双方合意のもとで契約解除となった。
2023年7月13日、シーホース三河のシニアプロデューサーとしての加入を発表。現役時代に9シーズン在籍し多くのタイトルを獲得した古巣への出戻りとなった。

## 経歴
- 北陸高校 - 中央大学法学部 - いすゞ自動車（1993年 - 2002年） - アイシン精機（2002年 - 2011年）

## 記録
監督成績
| チーム | シーズン    | 試合 | 勝 | 負 | 勝率% | 成績  | PO試合 | PO勝 | PO負 | PO勝率% | 結果 |
| ------ | ----------- | ---- | -- | -- | ----- | ----- | ------ | ---- | ---- | ------- | ---- |
| 広島   | NBL 2014-15 | 54   | 21 | 33 | .389  | 西3位 | 2      | 0    | 2    | .000    | 5位  |

## 個人タイトル・表彰
選手
- JBL MVP - 3回（1995年、1996年、2000年）
- JBL ベスト5 - 9回（1995年、1996年、1997年、1998年、1999年、2000年、2001年、2002-2003年、2003-2004年）
- JBL 3ポイントシュート - 2回（1997年、2001年）
- JBL フリースロー - 1回（2004年）
- JBL アシスト賞 - 2回（1993年、1994年）

## 関連情報
出版物
- 『バスケットボール 』 2001年4月 旺文社 ISBN 978-4010718339
- 『バスケットボールパーフェクトマスター』 2006年12月 新星出版社 ISBN 978-4405086104
- 『DVDでさらに上達!!バスケットボールレベルアップマスター』 2009年12月 新星出版社 ISBN 978-4405086401

関連書籍
『ファイブ』平山譲著 幻冬舎 ISBN 978-4344410701
2008年1月5日にNHKによりTVドラマ化され、佐古役を岸谷五朗が演じた。
テレビ出演
- NBA バスケットボール（WOWOW）実況
- NANDA!?（テレビ朝日）
- GET SPORTS（テレビ朝日） - 大学の後輩であるK-1選手・天田ヒロミを取材
- ジャンクSPORTS（フジテレビ）
- ジャニーズVS世界最強アスリート大激突SP・炎の体育会No1決定戦（TBS）
- ひらめ筋GOLD（日本テレビ）
- 新プロジェクトX〜挑戦者たち〜（NHK総合）

## 参考資料
- “佐古賢一プロフィール”.   講演依頼.com. 2013年11月27日閲覧。
- “佐古賢一”.   ライツ. 2013年11月27日閲覧。
- “ヘッドコーチプロフィール”.   広島ドラゴンフライズ公式. 2013年11月27日閲覧。